# انحياز الاستدعاء
في البحوث الوبائية، يعد انحياز الاستدعاء خطأً منهجيًا ناجم عن الاختلافات في دقة أو اكتمال التذكرات المسترجعة ("المستدعاة") من قبل المشاركين في الدراسة فيما يتعلق بأحداث أو تجارب من الماضي. يشار إليها أيضًا أحيانًا باسم انحياز الاستجابة أو انحياز المستجيب أو انحياز التقارير، يمكن أن يكون هذا النوع من انحياز القياس مشكلة منهجية في البحث الذي يتضمن مقابلات أو استبيانات، وفي هذه الحالة يمكن أن يؤدي إلى سوء التصنيف لأنواع مختلفة من التعرض. يُعد انحياز الاستدعاء مصدر قلق خاص في الدراسات بأثر رجعي التي تستخدم تصميمًا للتحكم في الحالات لاستقصاء مسببات المرض أو الحالة النفسية. على سبيل المثال، في دراسات عوامل الخطر لسرطان الثدي، قد تبحث النساء اللائي أصبن بهذا المرض عن ذكرياتهن بشكل أكثر شمولية من أعضاء مجموعة الضبط غير المتأثرة بحثًا عن الأسباب المحتملة لسرطانهن. أولئك في مجموعة الحالات (المصابون بسرطان الثدي) قد يكونون قادرين على تذكر عدد أكبر من عوامل الخطر المحتملة التي تعرضوا لها أكثر من تلك الموجودة في مجموعة التحكم (النساء غير المتأثرات بسرطان الثدي). هذا يمكن أن يبالغ في العلاقة بين عامل خطر محتمل والمرض. لتقليل انحياز التذكير، اعتمدت بعض التجارب الإكلينيكية "فترة الغسيل"، أي فترة زمنية كبيرة يجب أن تنقضي بين الملاحظة الأولى للموضوع وملاحظاته اللاحقة على نفس الحدث.